# University of El Imam El Mahdi

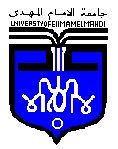
Logo der Universität

Die University of El Imam El Mahdi (auch bekannt als Imam-Mahdi-Universität; arabisch جامعة الإمام المهدي, DMG Ǧāmiʿat al-Imām al-Mahdī) ist eine Universität im Sudan, die ihren Sitz in Kusti im sudanesischen Bundesstaat an-Nil al-abyad (Weißer Nil) hat. Die Universität ist nach dem Imam Mahdi benannt, einem historischen muslimischen Führer und Mahdi.
Die Universität wurde 1994 gegründet und bietet Studiengänge in verschiedenen Bereichen an, darunter Naturwissenschaften, Technologie, Geisteswissenschaften, Sozialwissenschaften und Medizin. Die Universität hat auch mehrere Forschungszentren und Institute, die sich auf verschiedene Bereiche konzentrieren.
Die Universität unterhält internationale Beziehungen zu verschiedenen Universitäten. Sie ist Mitglied der Association of African Universities.